# Lindelse Sogn
Lindelse Sogn ist eine Kirchspielsgemeinde (dän.: Sogn)
auf der Insel Langeland im Großen Belt im südlichen Dänemark.
Bis 1970 gehörte sie zur Harde Langelands Sønder Herred im damaligen Svendborg Amt, danach zur Sydlangeland Kommune im
Fyns Amt, die im Zuge der  Kommunalreform zum 1. Januar 2007 in der
Langeland Kommune in der Region Syddanmark aufgegangen ist.
Im Kirchspiel leben 713 Einwohner, davon 306 im Kirchdorf (Stand: 1. Januar 2023).
Im Kirchspiel liegt die Kirche „Lindelse Kirke“.
Nachbargemeinden sind im Norden Fuglsbølle Sogn und im Süden Humble Sogn.